# Ghidfalău, Covasna
Ghidfalău (în maghiară Gidófalva) este satul de reședință al comunei cu același nume din județul Covasna, Transilvania, România.

## Așezare
Localitatea Ghidfalău este situată în nord-vestul județului Covasna, în Depresiunea Sfântu Gheorghe, pe malul stâng al Oltului, la poalele sud-vestice ale Munților Bodoc, la o altitudine de 550 m. pe Drumul Județean 121A, Angheluș - Ghidfalău - Valea Crișului.

## Scurt istoric
Cercetările arheologice facute sistematic în anii 1949 - 1950 de către un colectiv al Academiei Române condus de Kurt Horedt, pe malul stâng al Oltului, în locul numit "Bedeháza", au descoperit o așezare neolitică aparținând culturii Starcevo-Criș ce conținea un mormânt și mai multe materiale din epoca bronzului aparținând culturii Wietenberg. Din epoca dacică s-au descoperit 47 de gropi  de formă circulară, două depozite de vase (unul format din 5 vase întregi, lucrate cu mâna sau la roată iar celălalt din vase lucrate cu mâna) și mai multe bordeie, în unul din acestea găsindu-se un denar roman republican din anul 104 a. Ch. Pe locul numit "Șanțul Adânc" (Mélyárok) s-a găsit o lance de fier și fragmente ceramice aparținând unei așezări din secolul al IV-lea. Din locuri neprecizate provin mai multe fragmente de vase din prima epocă a fierului, și trei denari de argint, republicani, unul fiind de la Caesar. Prima atestare documentară datează din anul 1332.

## Economie
Economia localității este una predominant agricolă, bazată pe cultivarea plantelor și creșterea animalelor. Un rol minor în activitatea localnicilor îl constituie comerțul cu produse agricole și agro-turismul.

## Monumente
- Biserica Reformată din Ghidfalău (sec. XIII-XVII, transformată în anul 1787), cu zid de incintă cu turn și poartă (secolul al XV-lea). Ansamblul bisericii reformate are statut de monument istoric.[4]

## Imagini

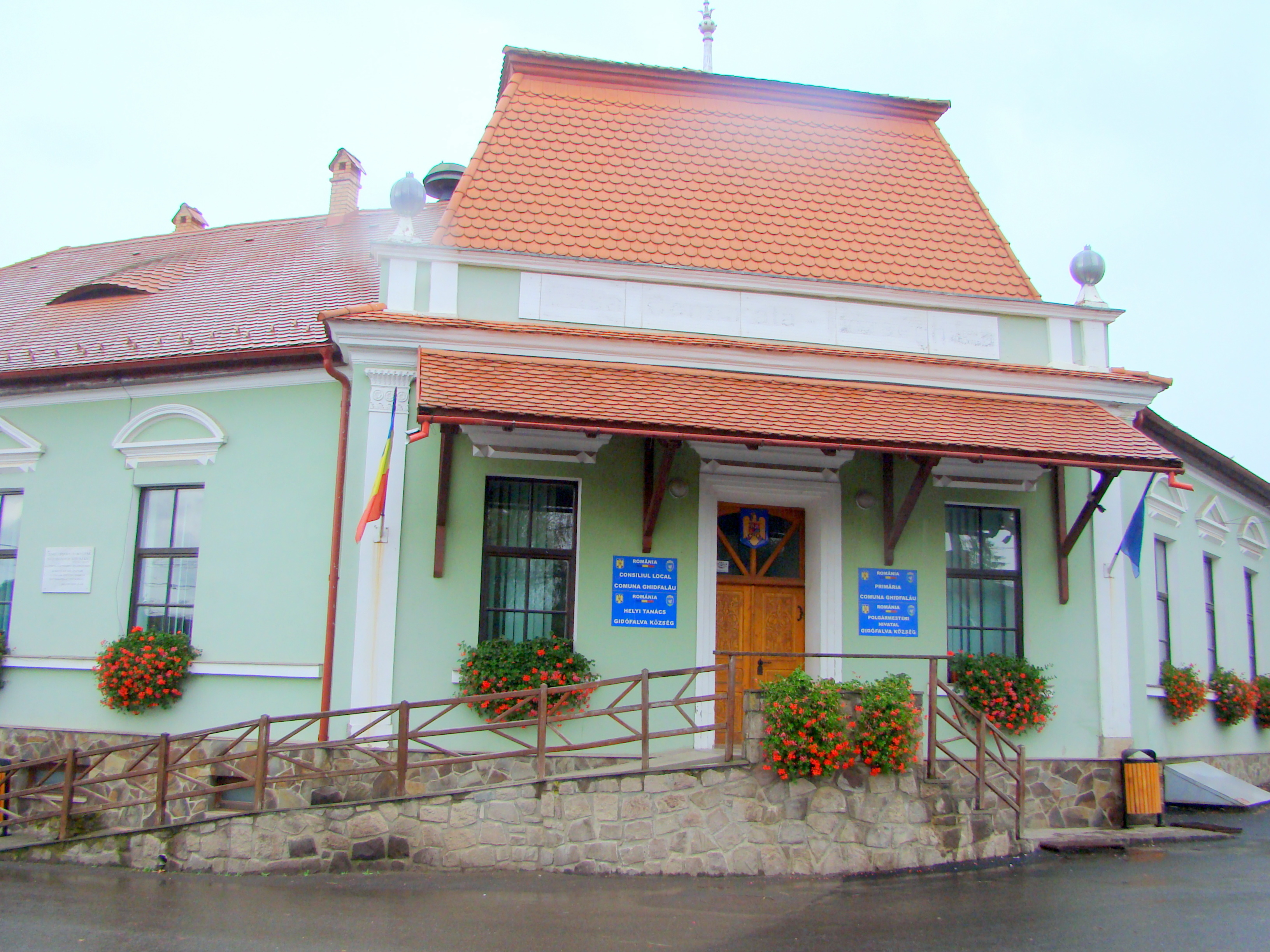
Primăria comunei
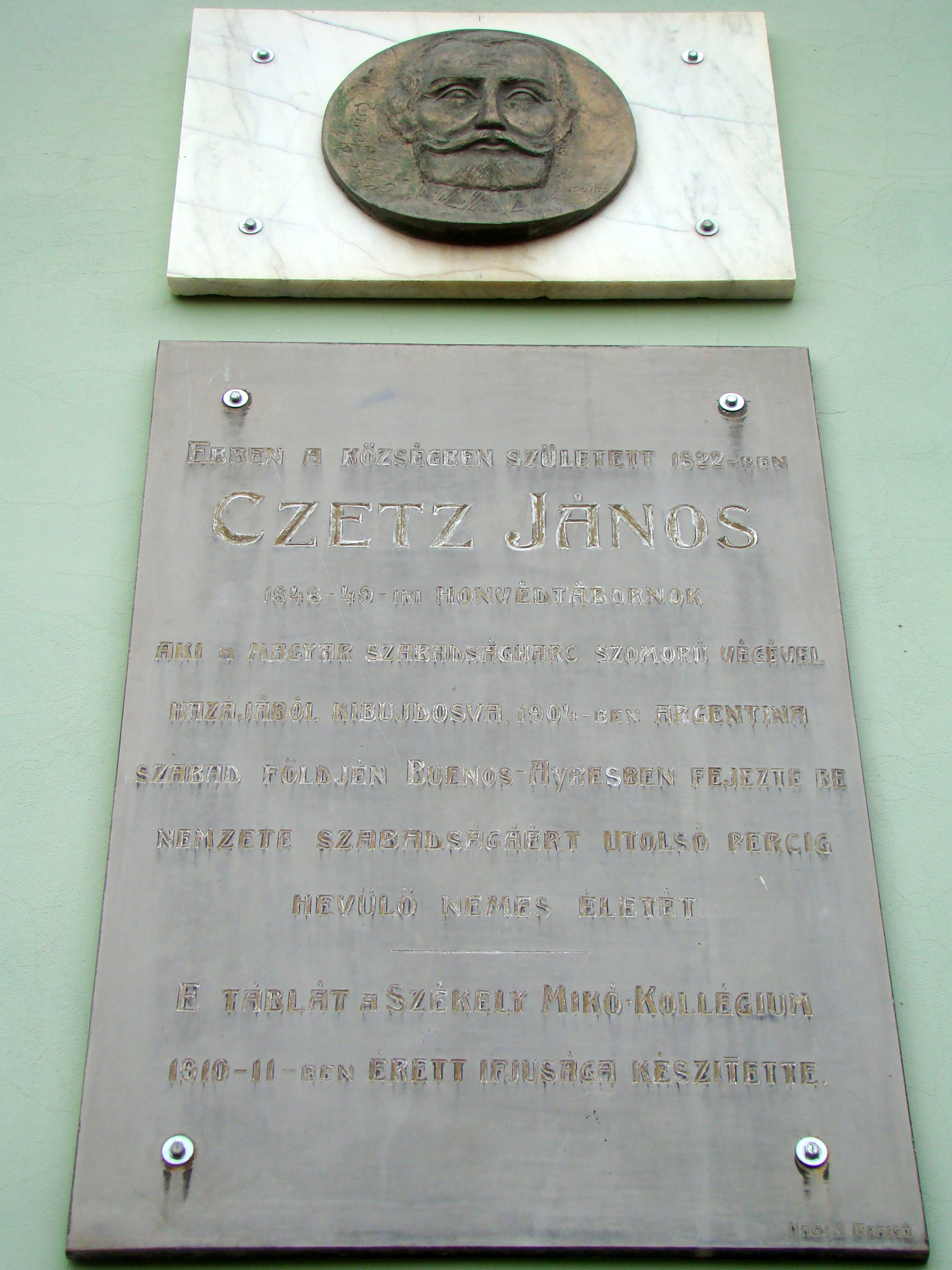
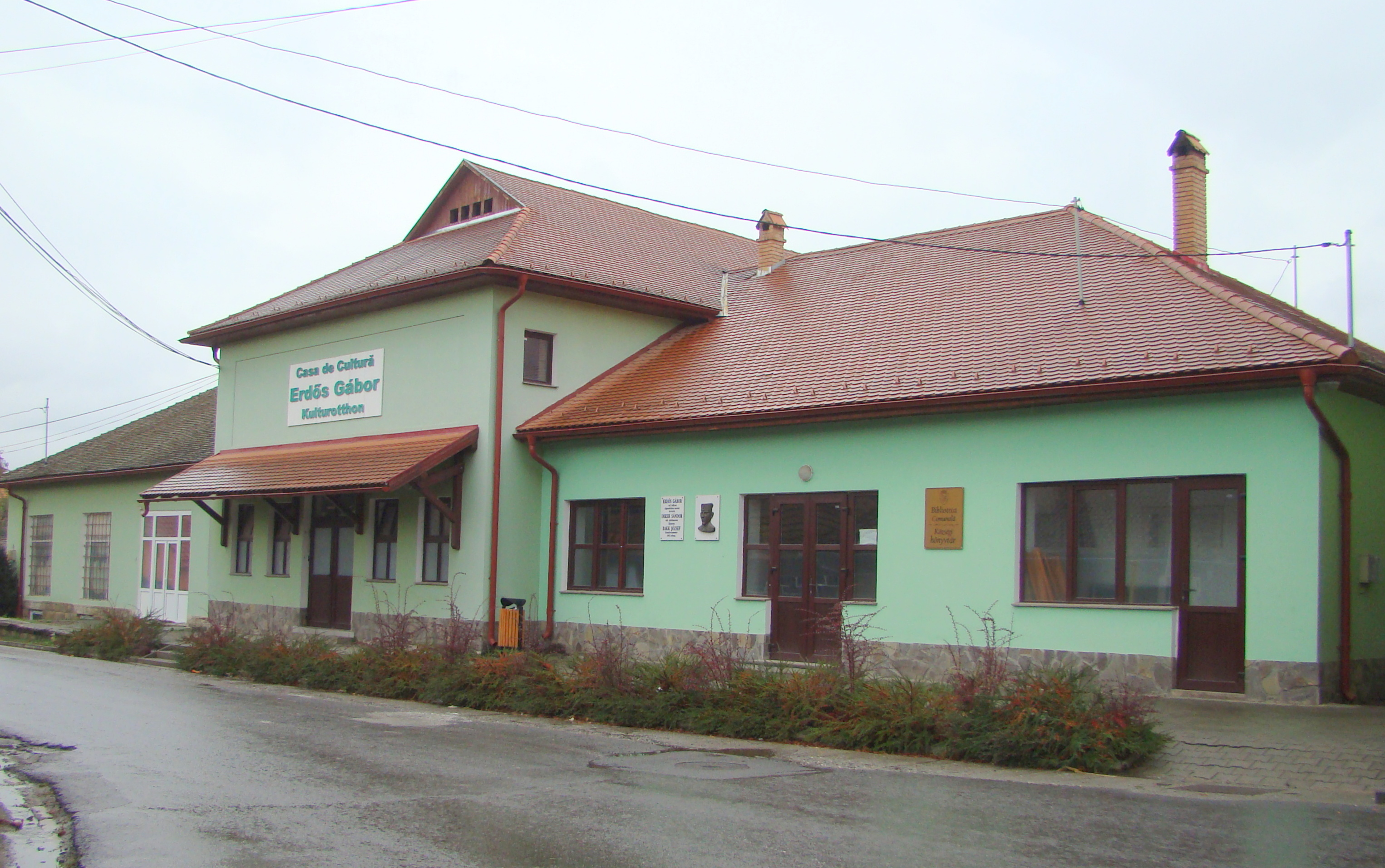
Casa de cultură „Erdős Gábor”
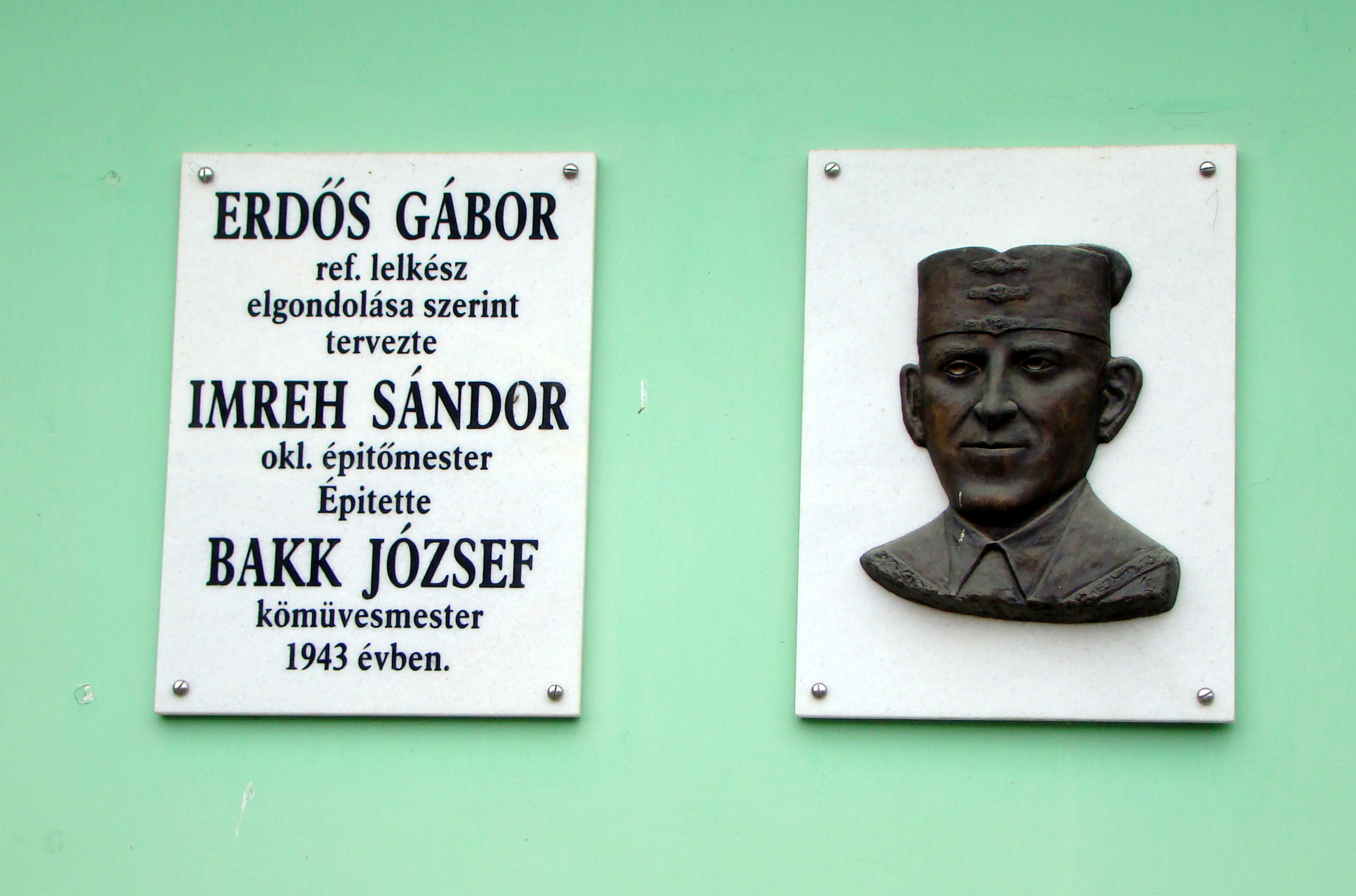
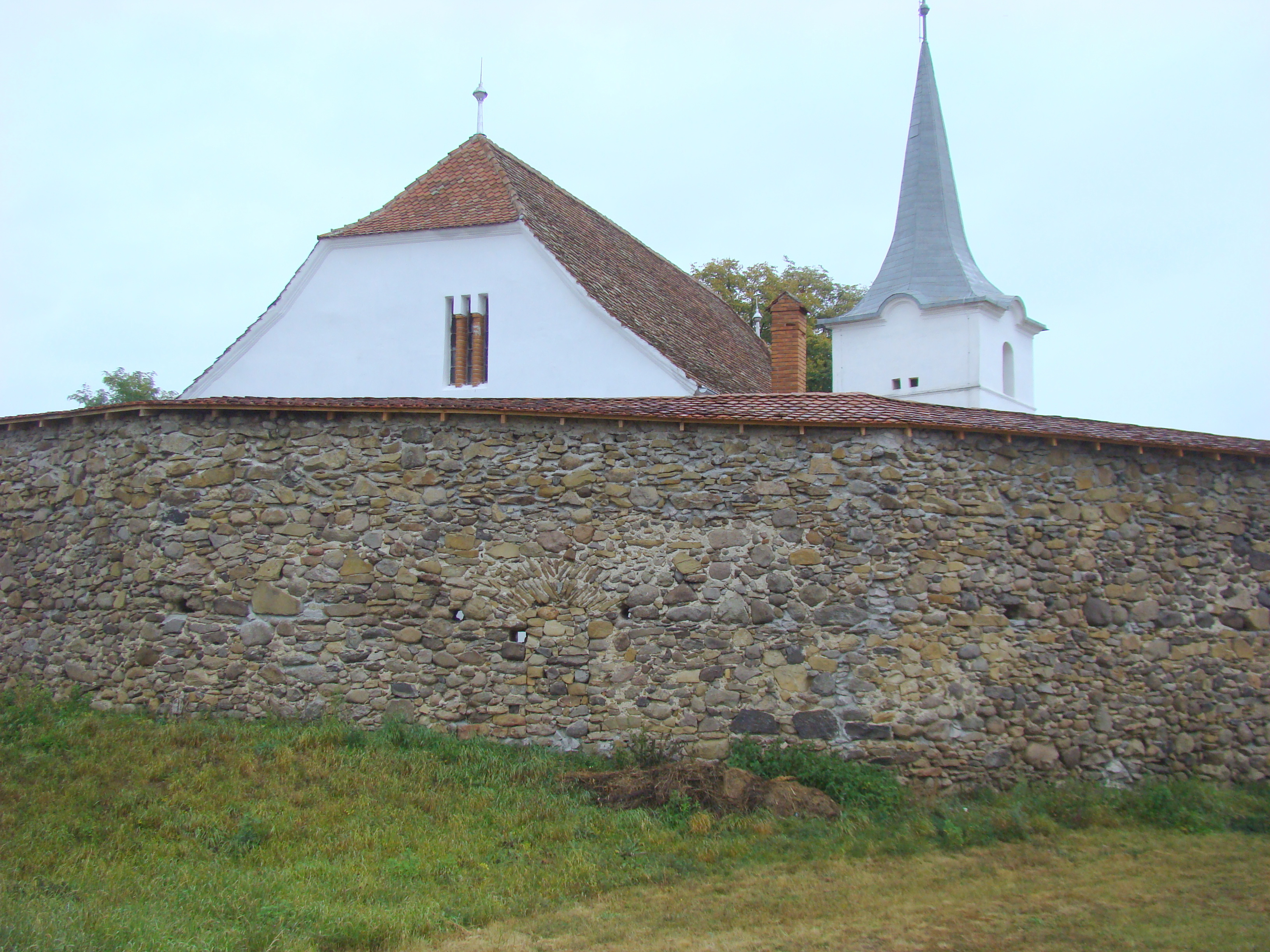
Ansamblul bisericii reformate din Ghidfalău (monument istoric)
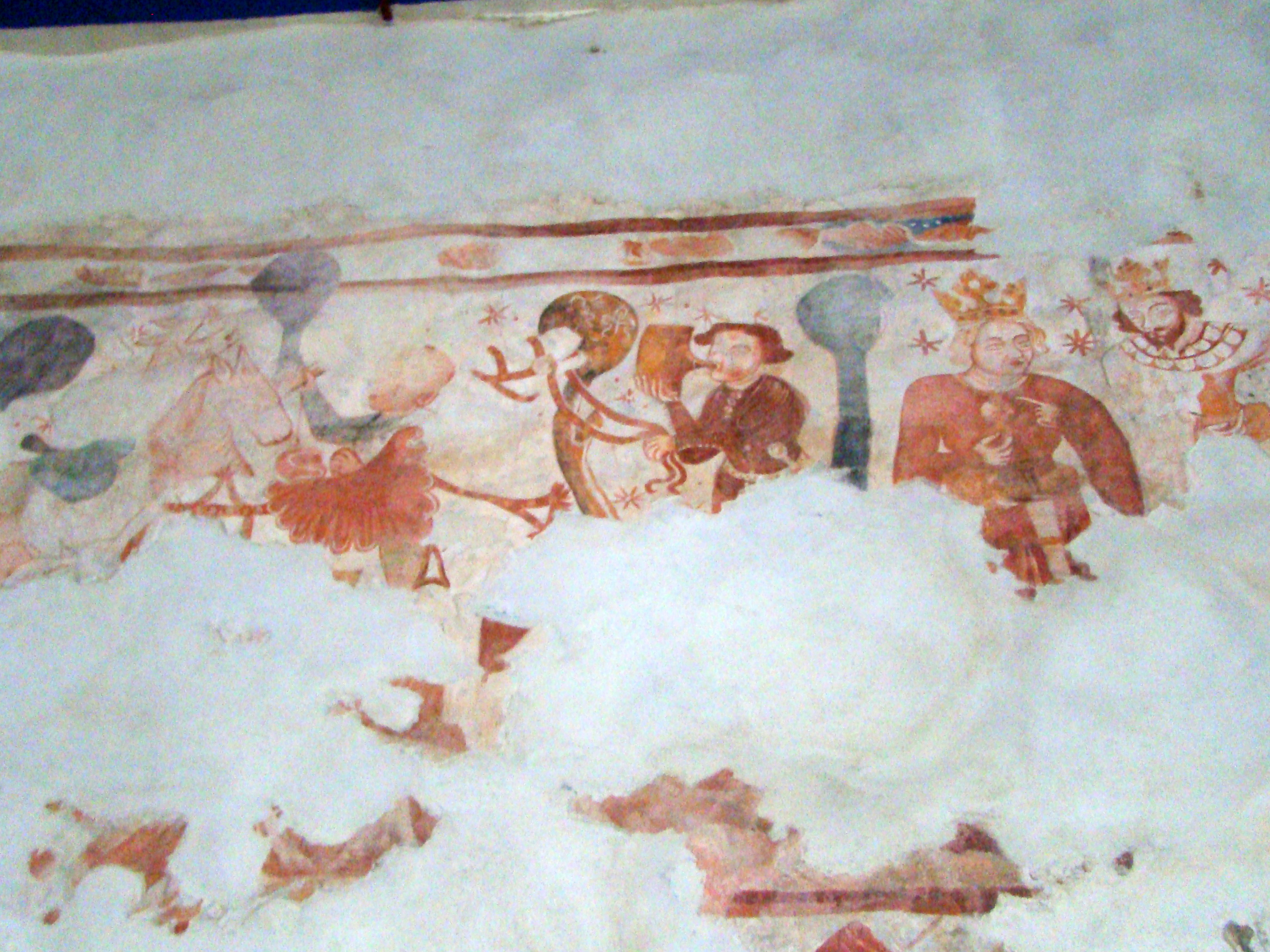
Interiorul bisericii reformate (fragmente de frescă decapate de sub tencuială)
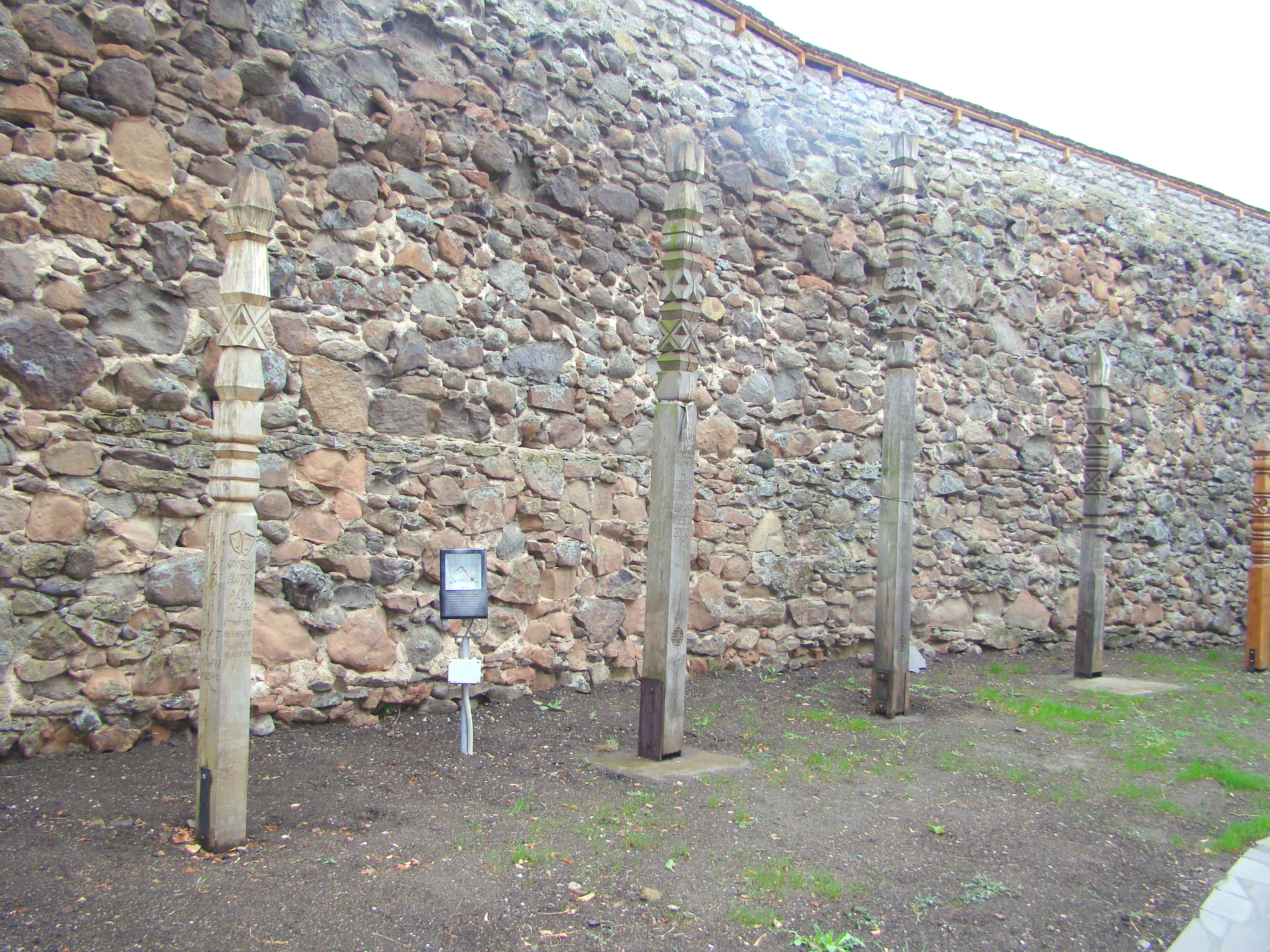
Fortificația
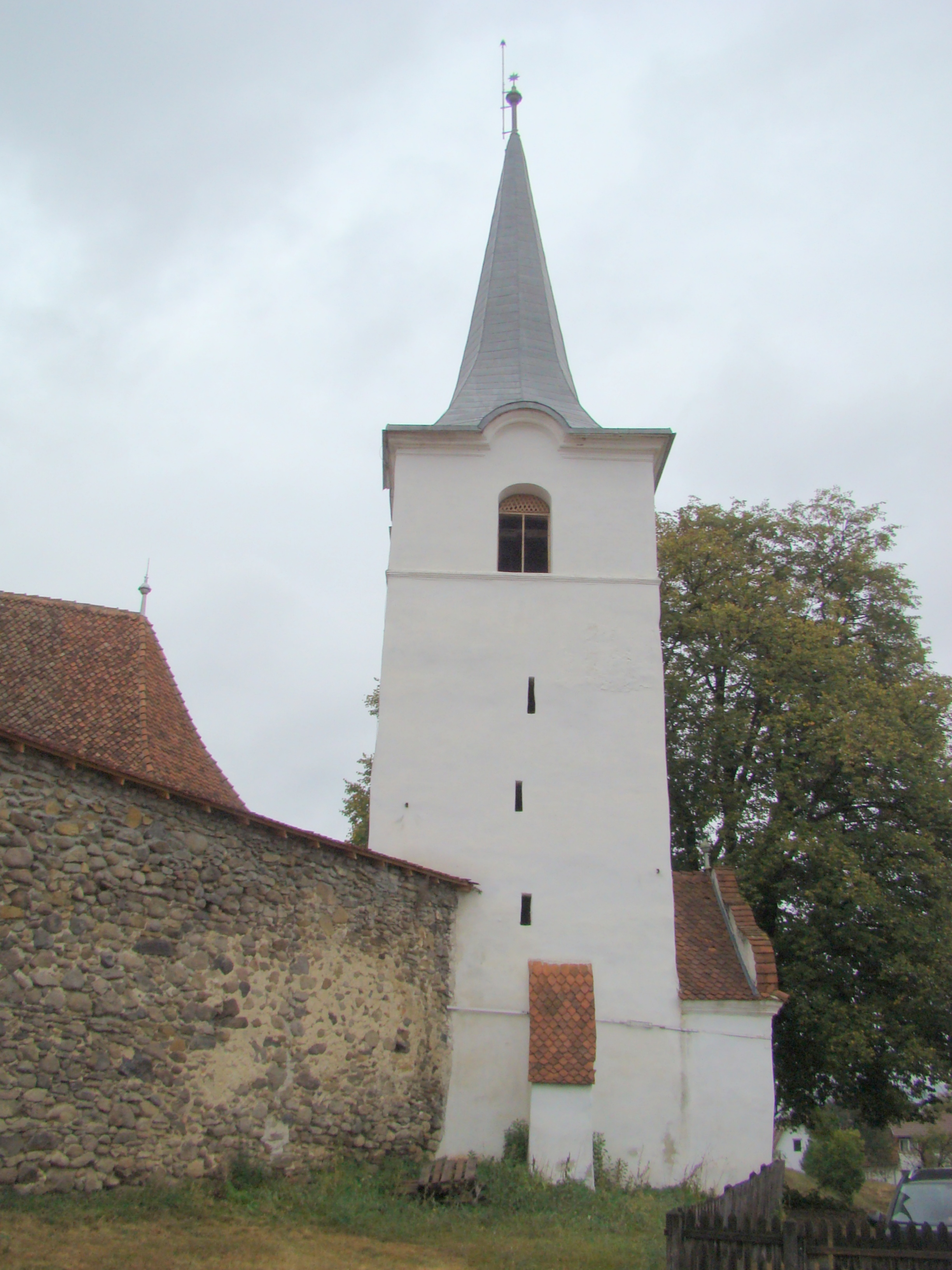
Turnul-clopotniță